# Super Girls
Super Girls (スーパーガールズ) (le groupe utilise la graphie SUPER☆GiRLS), abrégé en Supaga (スパガ) , est un groupe féminin de J-pop, composé de 11 idoles japonaises ayant commencé leur carrière en 2010 lors de l'avex Idol Audition 2010 (avexアイドルオーディション2010). Le groupe est géré par avex management et est produit par le label iDOL Street.

## Histoire
C'est en décembre 2009 que le groupe est créé à l'occasion du lancement de l'avex Idol Audition 2010. L'événement a été largement couvert dans l'émission de télévision du même nom diffusé sur BeeTV (ja). Cette audition aura permis à près de 7000 candidats de postuler et ce seront 24 finalistes qui se disputeront le titre final.
Le 26 juin 2010, lors de l'événement final se déroulant au Nakano Sun Plaza, ce sont les 12 plus talentueuses idoles qui ont été sélectionnés pour intégrer le groupe de façon permanente.
C'est lors du 22 décembre 2010 que sortira leur tout premier album, Chōzetsu Shōjo (超絶少女), et c'est par cette même occasion qu'avex décide d'établir un nouveau label spécialisé dans la production d'idoles, et qui sera appelé iDOL Street,.

## Membres

### Membres actuels
| Membre                      | Date de naissance (âge) | Génération | Couleur | Notes                                                   |
| --------------------------- | ----------------------- | ---------- | ------- | ------------------------------------------------------- |
| Kōme Watanabe (渡邉幸愛)    | 17 mars 1998            | 2e (2014)  |         | 5e leader (depuis 2019), ancien membre de Party Rockets |
| Yumeri Abe (阿部夢梨)       | 29 juillet 2002         | 3e (2016)  |         |                                                         |
| Shiori Nagao (長尾しおり)   | 9 novembre 2003         | 3e (2016)  |         |                                                         |
| Yūki Kanazawa (金澤有希)    | 1er mai 1993            | 4e (2018)  |         | Ancien leader de GEM                                    |
| Kana Sakabayashi (坂林佳奈) | 26 janvier 1997         | 4e (2018)  |         |                                                         |
| Mayuko Inoue (井上真由子)   | 26 mai 1997             | 4e (2018)  |         |                                                         |
| Yū Kadobayashi (門林有羽)   | 28 octobre 1998         | 4e (2018)  |         |                                                         |
| Nazuna Higuchi (樋口なづな) | 28 août 2001            | 4e (2018)  |         |                                                         |
| Aika Matsumoto (松本愛花)   | 3 mai 2002              | 4e (2018)  |         |                                                         |

### Anciens membres
| Membre                          | Date de naissance (âge) | Génération | Couleur | Date de départ | Notes                 |
| ------------------------------- | ----------------------- | ---------- | ------- | -------------- | --------------------- |
| Eri Akita (秋田恵里)            | 2 avril 1993            | 1e         |         | 05/02/2012     |                       |
| Kaede Kanō (稼農楓)             | 6 octobre 1992          | 1e         |         | 16/01/2013     |                       |
| Saori Yasaka (八坂沙織)         | 16 février 1989         | 1e         |         | 23/02/2014     | 1e leader (2010-2014) |
| Aya Gotō (後藤彩)               | 5 mars 1997             | 1e         |         | 31/03/2015     |                       |
| Rino Katsuta (勝田梨乃)         | 10 juillet 1994         | 1e         |         | 25/06/2016     |                       |
| Reira Arai (荒井玲良)           | 25 septembre 1994       | 1e         |         | 25/06/2016     |                       |
| Ami Maeshima (前島亜美)         | 22 novembre 1997        | 1e         |         | 31/03/2017     | 3e leader (2016-2017) |
| Sakurako Kidoguchi (木戸口桜子) | 18 octobre 1999         | 3e (2016)  |         | 30/09/2017     |                       |
| Runa Ozawa (尾澤ルナ)           | 2 juillet 2002          | 3e (2016)  |         | 31/01/2018     |                       |
| Mirei Tanaka (田中美麗)         | 14 octobre 1996         | 1e         |         | 31/03/2018     |                       |
| Rika Shimura (志村理佳)         | 2 octobre 1992          | 1e         |         | 24/06/2018     | 2e leader (2014-2016) |
| Hikaru Watanabe (渡邉ひかる)    | 15 février 1994         | 1e         |         | 11/01/2019     |                       |
| Rina Miyazaki (宮崎理奈)        | 21 février 1994         | 1e         |         | 11/01/2019     |                       |
| Ruka Mizote (溝手るか)          | 25 janvier 1997         | 1e         |         | 11/01/2019     | 4e leader (2017-2019) |
| Nana Asakawa (浅川梨奈)         | 3 avril 1999            | 2e (2014)  |         | 11/01/2019     |                       |
| Risa Uchimura (内村莉彩)        | 20 juin 2000            | 2e (2014)  |         | 11/01/2019     |                       |
| Hotaru Ishibashi (石橋蛍)       | 7 avril 2002            | 3e (2016)  |         | 31/12/2019     |                       |
| Chika Ishimaru (石丸千賀)       | 29 mars 1996            | 4e (2018)  |         | 31/12/2020     |                       |

## Discographie

### Albums
Albums studio
1. 22 décembre 2010 – Chōzetsu Shōjo (超絶少女?)
2. 1er février 2012 - Everybody JUMP!!
3. 20 février 2013 - Celebration
4. 9 mars 2016 - SUPER CASTLE
5. 25 décembre 2019 - Chōzetsu★Gakuen ~Tokimeki High Range!!!~ (超絶★学園 ～ときめきHighレンジ!!!～?)

Compilations
1. 26 mars 2014 - Chōzetsu Shōjo☆BEST 2010~2014 (超絶少女☆BEST 2010〜2014?)
2. 23 décembre 2020 - Chōzetsu Shōjo☆COMPLETE 2010～2020 (超絶少女☆COMPLETE 2010～2020?)

### Singles
Singles numériques
1. 4 août 2010 - Be with you
2. 4 août 2010 - NIJIIRO Star☆ (NIJIIROスター☆)
3. 4 août 2010 - Kizuna Days (絆デイズ?)

Singles physiques
| #  | Titre | Date              | Classement Oricon | Nombre de membre | Notes                            |
| -- | --- | ----------------- | ----------------- | ---------------- | -------------------------------- |
| 1  | Ganbatte Seishun (がんばって 青春)                                                                            | 20 avril 2011     | 5                 | 12               |                                  |
| 2  | MAX ! Otomegokoro / Happy GO Lucky! ~Happy☆Lucky de GO!~ (MAX！乙女心 / Happy GO Lucky!〜ハピ☆ラキでゴー！〜) | 15 juin 2011      | 5                 | 12               |                                  |
| 3  | Joshi Ryoku ← Paradise (女子力←パラダイス)                                                                    | 5 octobre 2011    | 2                 | 12               |                                  |
| 4  | 1,000,000☆ Smile (1,000,000☆スマイル)                                                                         | 18 avril 2012     | 5                 | 11               |                                  |
| 5  | Puri-puri♥Summer Kiss (プリプリ♥SUMMERキッス)                                                                 | 4 juillet 2012    | 4                 | 11               |                                  |
| 6  | Akai Jōnetsu (赤い情熱)                                                                                       | 24 octobre 2012   | 2                 | 11               |                                  |
| 7  | Tokonatsu High-touch (常夏ハイタッチ)                                                                         | 12 juin 2013      | 3                 | 10               |                                  |
| 8  | Toshishita no Otoko no Ko (年下の男の子)                                                                      | 4 décembre 2013   | 11                | 3                | Candy Macchiato from SUPER GiRLS |
| 8  | Sentimental Journey (センチメンタル・ジャーニー)                                                              | 4 décembre 2013   | 12                | 1                | Maeshima Ami from SUPER GiRLS    |
| 8  | Jin Jin Jingle Bells (ジンジンジングルベル)                                                                   | 4 décembre 2013   | 10                | 6                | Twinkle Veil from SUPER GiRLS    |
| 9  | Sorairo no Kiseki (空色のキセキ)                                                                              | 12 février 2014   | 2                 | 10               |                                  |
| 10 | Hanamichi!! A~mbitious (花道!!ア～ンビシャス)                                                                 | 14 mai 2014       | 3                 | 12               | 1er single avec la 2e Génération |
| 11 | Ahhahha!〜Chōzetsu bakushō ondo〜 (アッハッハ!〜超絶爆笑音頭〜)                                               | 13 août 2014      | 4                 | 12               |                                  |
| 12 | Giragira Revolution (ギラギラRevolution)                                                                      | 18 février 2015   | 3                 | 12               |                                  |
| 13 | Icchatte Yacchatte (イッチャって♪ ヤッチャって♪)                                                              | 19 août 2015      | 5                 | 11               |                                  |
| 14 | Love Summer!!! (ラブサマ!!!)                                                                                  | 31 août 2016      | 2                 | 14               | 1er single avec la 3e génération |
| 15 | Koi☆Kirameke–tion!!! (恋☆煌メケーション!!!)                                                                   | 21 décembre 2016  | 7                 | 14               |                                  |
| 16 | Sweet☆Smile (スイート☆スマイル)                                                                               | 17 avril 2017     | 11                | 13               |                                  |
| 17 | ASE TO NAMIDA NO CINDERELLA STORY (汗と涙のシンデレラストーリー)                                              | 29 novembre 2017  | 27                | 12               |                                  |
| 18 | Kira Kira☆Sunshine (キラキラ☆Sunshine)                                                                        | 2 mai 2018        | 14                | 10               |                                  |
| 19 | Baburin Squash (ばぶりんスカッシュ!)                                                                          | 15 août 2018      | 12                | 9                |                                  |
| 20 | Wagamama GiRLS ROAD (わがまま GiRLS ROAD)                                                                     | 14 novembre 2018  | 8                 | 9                |                                  |
| 21 | Congratulations!!! (コングラCHUレーション!!!!)                                                                | 27 février 2019   | 6                 | 11               | 1er single avec la 4e génération |
| 22 | Natsukale★Vacation (ナツカレ★バケーション)                                                                    | 12 juin 2019      | 6                 | 11               |                                  |
| 23 | Kataomoi no Cinderella (片想いのシンデレラ)                                                                   | 18 septembre 2019 | 13                | 11               |                                  |
| 24 | Wasure Sakura (忘れ桜)                                                                                        | 18 mars 2020      | 13                | 10               |                                  |
| 25 | Ashita o shinjite mitai tte omoeru yo (明日を信じてみたいって思えるよ)                                        | 5 août 2020       | 7                 | 10               |                                  |

## Divers

### Télévision
- 28 août 2010 – avex Idol Audition 2010 ~Kētai Ikusei Idol SUPER☆GiRLS Tanjō~ (アイドルオーディション2010 〜ケータイ育成アイドル SUPER☆GiRLS誕生〜?) – TV Asahi (Émission spéciale)
- 31 août 2010 – Zoom In!! SUPER (ズームイン!!SUPER?) – NTV
- 3 décembre 2010 – Bishōjo Idol Daishūgō ! ~Kawaisa Amatte OTOME 100 Bai ! (美少女アイドル大集合!〜かわいさ余ってOTOME100倍!?) – ABC
- 17 décembre 2010 – Ongaku Tokushū ~SUPER☆GiRLS~ (音楽特集〜SUPER☆GiRLS?) – SKY PerfecTV! (Émission spéciale)
- 17 décembre 2010 – mu-Jack (ミュージャック?) – Kansai TV
- 27 décembre 2010 – Geki☆Otoboke plus (激☆音ボケ plus?) – Tokyo MX

### Radio
- 8 juillet 2010 - 26 août 2010 – GO!5!SUPER☆GiRLS – Shimokita FM (下北FM?)
- 5 décembre 2010 – Saturday Cutie Night Idol Studio №1 (サタデーキューティナイト アイドルスタジオNo.1?) – Nippon Hōsō (ニッポン放送?)
- 17 décembre 2010 – SUPER☆GiRLS no All-night Nippon R (SUPER☆GiRLSのオールナイトニッポンR?) – Nippon Hōsō (ニッポン放送?)
- Depuis le 5 janvier 2011 – AV Music Channel 「SUPER☆GiRLS Tsūshin」 (AV Music Channel「SUPER☆GiRLS通信」?) – FM Hokkaidō (エフエム北海道?)
- Depuis le 4 avril 2011 – SUPER☆GiRLS Chōzetsu Party (SUPER☆GiRLS 超絶パーティー?) – Nippon Hōsō (ニッポン放送?)
- Depuis le 17 avril 2011 – Onmon (音もん?) – ABC Radio

### Concerts
| Date                                   | Nom | Lieu                                     |
| -------------------------------------- | --- | ---------------------------------------- |
| 23 octobre 2010                        | SUPER☆GiRLS mini LIVE 2010 ~Yume no Inryoku~ (SUPER☆GiRLS mini LIVE 2010 〜夢の引力〜)                                  | Harajuku Astro Hall (原宿アストロホール) |
| 21 novembre 2010                       | SUPER☆GiRLS mini LIVE 2010 ~Yume no Inryoku~ Encore Kōen (SUPER☆GiRLS mini LIVE 2010 〜夢の引力〜 アンコール公演)       | Harajuku Astro Hall (原宿アストロホール) |
| 21 décembre 2010                       | SUPER☆GiRLS First Concert ~Chōzetsu Shōjo ga Toman nai!~ (SUPER☆GiRLS ファーストコンサート 〜超絶少女が止まンないっ!〜) | SHIBUYA-AX (ja)                          |
| 21 décembre 2010 (Annulé)              | SUPER☆GiRLS First Concert ~Chōzetsu Shōjo ga Toman nai!~ (SUPER☆GiRLS ファーストコンサート 〜超絶少女が止まンないっ!〜) | Nanba Hatch (ja)                         |
| 9 janvier 2011 (Annulé)                | SUPER☆GiRLS First Concert ~Chōzetsu Shōjo ga Toman nai!~ (SUPER☆GiRLS ファーストコンサート 〜超絶少女が止まンないっ!〜) | Nihon Seinenkan (日本青年館)             |
| 29 janvier 2011                        | Chōzetsu Shōjo 2011 ~Ganbatte Seishun~ (超絶少女2011 〜がんばって 青春〜)                                               | Shiodome AX (汐留AX)                     |
| 6 février 2011                         | Chōzetsu Shōjo 2011 ~Ganbatte Seishun~ (超絶少女2011 〜がんばって 青春〜)                                               | Shiodome AX (汐留AX)                     |
| 12 février 2011                        | Chōzetsu Shōjo 2011 ~Ganbatte Seishun~ (超絶少女2011 〜がんばって 青春〜)                                               | Shiodome AX (汐留AX)                     |
| 19 février 2011                        | Chōzetsu Shōjo 2011 ~Ganbatte Seishun~ (超絶少女2011 〜がんばって 青春〜)                                               | Shiodome AX (汐留AX)                     |
| 26 février 2011                        | Chōzetsu Shōjo 2011 ~Ganbatte Seishun~ (超絶少女2011 〜がんばって 青春〜)                                               | Shiodome AX (汐留AX)                     |
| 6 mars 2011                            | Chōzetsu Shōjo 2011 ~Ganbatte Seishun~ (超絶少女2011 〜がんばって 青春〜)                                               | Shiodome AX (汐留AX)                     |
| 12 mars 2011 (Reporté) → 10 avril 2011 | Chōzetsu Shōjo 2011 ~Ganbatte Seishun~ (超絶少女2011 〜がんばって 青春〜)                                               | Shiodome AX (汐留AX)                     |
| 21 mars 2011 (Annulé)                  | Chōzetsu Shōjo 2011 ~Ganbatte Seishun~ (超絶少女2011 〜がんばって 青春〜)                                               | Shinjuku BLAZE (新宿BLAZE)               |

### Événements
| Date                                   | Nom | Lieu                                                                           |
| -------------------------------------- | --- | ------------------------------------------------------------------------------ |
| 7 août 2010                            | a-nation'10 powered by Waidaa in Zerii (a-nation'10 powered by ウイダーinゼリー) | Ningineer Stadium (ja)                                                         |
| 14 août 2010                           | a-nation'10 powered by Waidaa in Zerii (a-nation'10 powered by ウイダーinゼリー) | Pōto Messe Nagoya Yagai Tokusetsukaijō (ポートメッセなごや野外特設会場)        |
| 21 août 2010 22 août 2010              | a-nation'10 powered by Waidaa in Zerii (a-nation'10 powered by ウイダーinゼリー) | Stade Nagai (長居スタジアム)                                                   |
| 28 août 2010 29 août 2010              | a-nation'10 powered by Waidaa in Zerii (a-nation'10 powered by ウイダーinゼリー) | Stade Ajinomoto (味の素スタジアム)                                             |
| 8 août 2010                            | TOKYO IDOL FESTIVAL 2010 @Shinagawa | Shinagawa Stellar Ball (品川ステラボール)                                      |
| 13 août 2010 20 août 2010 27 août 2010 | Shiodome Expo 2010 (汐留博覧会2010, Shiodome Hakurankai 2010) | Shiodome AX (汐留AX)                                                           |
| 19 août 2010                           | 2010 Jingūgaien Hanabitaikai (2010神宮外苑花火大会) | Meiji Jingu Stadium (神宮球場会場, Jingūkyūjō Kaijō)                           |
| 2 octobre 2010                         | SUPER☆GiRLS ~Shiodome AX Fukkatsu! Surprise LIVE~ (SUPER☆GiRLS 〜汐留AX復活!サプライズLIVE〜) | Shiodome AX (汐留AX)                                                           |
| 9 octobre 2010                         | Saitama Kōgyō Daigaku presents Hits! The Town Special (埼玉工業大学 presents Hits! The Town Special) | Saitama Kōgyō Daigaku (ja)                                                     |
| 21 octobre 2010                        | POWER OF ART PROJECT 4th LIVE 2010 | SHIBUYA-AX (ja)                                                                |
| 3 novembre 2010                        | Ito-Yokado presents SUPER☆GiRLS Major Debut Kettei! Ai ni Ikitte Yakusokushita kara, Hontōni Ai ni Kichaimashita. 2010 Aki. (イトーヨーカドー presents SUPER☆GiRLSメジャーデビュー決定!会いに行くって約束したから、本当に会いに来ちゃいました。2010 秋。) | Ario Hashimoto (アリオ橋本)                                                    |
| 6 novembre 2010                        | Ito-Yokado presents SUPER☆GiRLS Major Debut Kettei! Ai ni Ikitte Yakusokushita kara, Hontōni Ai ni Kichaimashita. 2010 Aki. (イトーヨーカドー presents SUPER☆GiRLSメジャーデビュー決定!会いに行くって約束したから、本当に会いに来ちゃいました。2010 秋。) | Ario Soga (アリオ蘇我)                                                         |
| 7 novembre 2010                        | Ito-Yokado presents SUPER☆GiRLS Major Debut Kettei! Ai ni Ikitte Yakusokushita kara, Hontōni Ai ni Kichaimashita. 2010 Aki. (イトーヨーカドー presents SUPER☆GiRLSメジャーデビュー決定!会いに行くって約束したから、本当に会いに来ちゃいました。2010 秋。) | Ito-Yokado (イトーヨーカドー三郷)                                              |
| 13 novembre 2010                       | Ito-Yokado presents SUPER☆GiRLS Major Debut Kettei! Ai ni Ikitte Yakusokushita kara, Hontōni Ai ni Kichaimashita. 2010 Aki. (イトーヨーカドー presents SUPER☆GiRLSメジャーデビュー決定!会いに行くって約束したから、本当に会いに来ちゃいました。2010 秋。) | Ito-Yokado Makuhari (イトーヨーカドー幕張)                                     |
| 14 novembre 2010                       | Ito-Yokado presents SUPER☆GiRLS Major Debut Kettei! Ai ni Ikitte Yakusokushita kara, Hontōni Ai ni Kichaimashita. 2010 Aki. (イトーヨーカドー presents SUPER☆GiRLSメジャーデビュー決定!会いに行くって約束したから、本当に会いに来ちゃいました。2010 秋。) | Ito-Yokado (イトーヨーカドー福住)                                              |
| 27 novembre 2010                       | Ito-Yokado presents SUPER☆GiRLS Major Debut Kettei! Ai ni Ikitte Yakusokushita kara, Hontōni Ai ni Kichaimashita. 2010 Aki. (イトーヨーカドー presents SUPER☆GiRLSメジャーデビュー決定!会いに行くって約束したから、本当に会いに来ちゃいました。2010 秋。) | Ito-Yokado Owariasahi (イトーヨーカドー尾張旭)                                 |
| 28 novembre 2010                       | Ito-Yokado presents SUPER☆GiRLS Major Debut Kettei! Ai ni Ikitte Yakusokushita kara, Hontōni Ai ni Kichaimashita. 2010 Aki. (イトーヨーカドー presents SUPER☆GiRLSメジャーデビュー決定!会いに行くって約束したから、本当に会いに来ちゃいました。2010 秋。) | Ario Otori (アリオ鳳)                                                          |
| 4 décembre 2010                        | Ito-Yokado presents SUPER☆GiRLS Major Debut Kettei! Ai ni Ikitte Yakusokushita kara, Hontōni Ai ni Kichaimashita. 2010 Aki. (イトーヨーカドー presents SUPER☆GiRLSメジャーデビュー決定!会いに行くって約束したから、本当に会いに来ちゃいました。2010 秋。) | Ario Nishiarai (アリオ西新井)                                                  |
| 5 décembre 2010                        | Ito-Yokado presents SUPER☆GiRLS Major Debut Kettei! Ai ni Ikitte Yakusokushita kara, Hontōni Ai ni Kichaimashita. 2010 Aki. (イトーヨーカドー presents SUPER☆GiRLSメジャーデビュー決定!会いに行くって約束したから、本当に会いに来ちゃいました。2010 秋。) | Ario Kitasuna (アリオ北砂)                                                     |
| 28 décembre 2010                       | Shimokita FM Idol Matsuri Vol.2 ~Toshiwasure 2010 demo Ōkura no koto Wasurenai de ne♪~ (下北FMアイドル祭り Vol.2 〜年忘れ2010 でも大蔵のこと忘れないでね♪〜)                                                                                              | Shimokitazawa Live Hall GARDEN (下北沢 ライブホール GARDEN)                    |
| 8 janvier 2011                         | Dai Ikkai Akihabara Teki Mae Queen Contest Kesshō Taikai (第1回秋葉原的萌えクィーンコンテスト決勝大会) | Akihabara UDX (秋葉原UDX)                                                      |
| 5 mars 2011                            | Beautiful Lady Live 6 | Kitazawa Town Hall (北沢タウンホール)                                          |
| 9 avril 2011                           | CBC Radio GREEN LIVE ~Higashi Nihon Daishinsai Charity Concert~ (CBCラジオ GREEN LIVE 〜東日本大震災チャリティコンサート〜) | Chūbu Kokusaikūkō Centrair Event Plaza (中部国際空港セントレア イベントプラザ) |
| 23 avril 2011 24 avril 2011            | Ario Ueda Open Kinen SUPER☆GiRLS no Chōzetsu Bus Tour 2011 (アリオ上田オープン記念 SUPER☆GiRLSの超絶バスツアー2011) | Ario Ueda (アリオ上田)                                                         |
| 29 avril 2011                          | Ito-Yokado presents 「SUPER☆GiRLS ~Mizugi to Yukata de Natsu Dokkyun “MAX ! Otomegokoro”~」 (イトーヨーカドー presents「SUPER☆GiRLS〜水着と浴衣で夏どっきゅん“MAX！乙女心”〜」)                                                                           | Ito-Yokado Shin'urayasu (イトーヨーカドー新浦安)                               |
| 3 mai 2011                             | Ito-Yokado presents 「SUPER☆GiRLS ~Mizugi to Yukata de Natsu Dokkyun “MAX ! Otomegokoro”~」 (イトーヨーカドー presents「SUPER☆GiRLS〜水着と浴衣で夏どっきゅん“MAX！乙女心”〜」)                                                                           | Ario Kawaguchi (アリオ川口)                                                    |
| 4 mai 2011                             | Ito-Yokado presents 「SUPER☆GiRLS ~Mizugi to Yukata de Natsu Dokkyun “MAX ! Otomegokoro”~」 (イトーヨーカドー presents「SUPER☆GiRLS〜水着と浴衣で夏どっきゅん“MAX！乙女心”〜」)                                                                           | Ito-Yokado (イトーヨーカドー木場)                                              |
| 5 mai 2011                             | Ito-Yokado presents 「SUPER☆GiRLS ~Mizugi to Yukata de Natsu Dokkyun “MAX ! Otomegokoro”~」 (イトーヨーカドー presents「SUPER☆GiRLS〜水着と浴衣で夏どっきゅん“MAX！乙女心”〜」)                                                                           | Ito-Yokado (イトーヨーカドー葛西)                                              |
| 7 mai 2011                             | Ito-Yokado presents 「SUPER☆GiRLS ~Mizugi to Yukata de Natsu Dokkyun “MAX ! Otomegokoro”~」 (イトーヨーカドー presents「SUPER☆GiRLS〜水着と浴衣で夏どっきゅん“MAX！乙女心”〜」)                                                                           | Ario Hashinomoto (アリオ橋本)                                                  |
| 8 mai 2011                             | Ito-Yokado presents 「SUPER☆GiRLS ~Mizugi to Yukata de Natsu Dokkyun “MAX ! Otomegokoro”~」 (イトーヨーカドー presents「SUPER☆GiRLS〜水着と浴衣で夏どっきゅん“MAX！乙女心”〜」)                                                                           | Ario Kameari (アリオ亀有)                                                      |